# Kamil Kučera
Pour les articles homonymes, voir Kučera.
Kamil Kučera, né le 19 mars 1985, est un haltérophile tchèque.

## Palmarès
- 2017 à Anaheim
  - 12e en plus de 105 kg.
- 2015 à Houston
  - 17e en plus de 105 kg.

### Championnats d'Europe
- 2018 à Bucarest
  - 5e en plus de 105 kg.
- 2017 à Split
  - 7e en plus de 105 kg.
- 2016 à Førde
  - 10e en plus de 105 kg.